# Cambridgeská polemika
Cambridgeská polemika (též nazývaná spor dvou Cambridgí) představuje spor dvou ekonomických škol mezi Cambridge v Anglii a Cambridge v Massachusetts v polovině dvacátého století, který se týkal způsobu, jak měřit kapitál.
Anglickou stranu sporu představovali zejména Joan Robinsonová a Piero Sraffa z Univerzity v Cambridgi, zastupující tzv. italsko-cambridgeskou neoricardiánskou či postkeynesiánskou školu. Americkou stranu představovali např. Paul Samuelson a Robert Solow z Massachusettského technologického institutu (MIT), reprezentanti neoklasické ekonomie.

## Další literatura
- HARCOURT, G. C. Some Cambridge Controversies in the Theory of Capital. Cambridge: Cambridge University Press, 1972. Dostupné online. (anglicky)
- COHEN, Avi J.; HARCOURT, G. C. Whatever Happened to the Cambridge Capital Theory Controversies?. Journal of Economic Perspectives. Winter 2003, roč. 17, čís. 1, s. 199–214. Dostupné online. (anglicky)